# Jeffrey Williams
Jeffrey Nels Williams (Superior, 18 januari 1958) is een Amerikaans ruimtevaarder. Williams zijn eerste ruimtevlucht was STS-101 met de spaceshuttle Atlantis en vond plaats op 19 mei 2000. Tijdens de missie werd het Internationaal ruimtestation ISS opnieuw bevoorraad.
Williams maakte deel uit van NASA Astronaut Group 16. Deze groep van 44 ruimtevaarders begon hun training in 1996 en had als bijnaam The Sardines.
In totaal heeft Williams vier ruimtevluchten op zijn naam staan, waaronder meerdere missies naar het Internationaal ruimtestation ISS. Tijdens zijn missies maakte hij vijf ruimtewandelingen. 